# 周匝駅
周匝駅（すさいえき）は岡山県赤磐郡吉井町（現・赤磐市）周匝にあった同和鉱業片上鉄道線の駅（廃駅）である。

## 歴史
- 1931年（昭和6年）2月1日：開業。
  - 当時の所在地表示は岡山県赤磐郡周匝村周匝であった。
- 1954年（昭和29年）3月1日：吉井町成立に伴い、所在地表示が岡山県赤磐郡吉井町周匝になる。
- 1991年（平成3年）7月1日：全線廃止に伴い廃駅。

## 駅構造

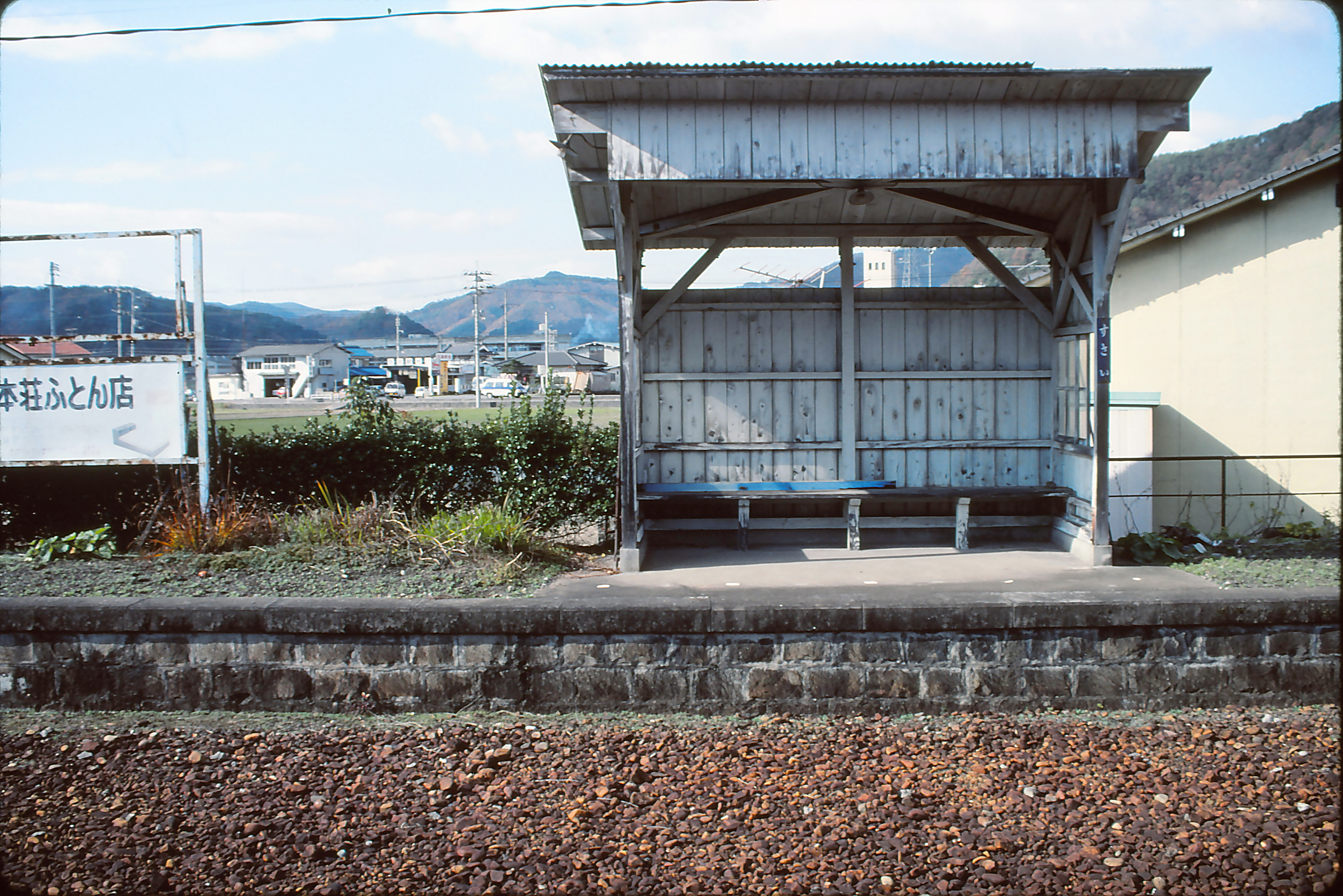
対向ホーム（1990年11月、待合所付近）

1面1線の有人駅で、柵原駅や吉ヶ原駅のような赤い三角屋根の駅舎を有する。かつては交換可能駅だったが、後に交換設備は撤去された。廃止まで対向のホームが残存していた。

## 駅周辺
駅周辺は旧・吉井町の中心部である。
- 茶臼山
- 赤磐市吉井支所（旧：吉井町役場）
- 赤磐市吉井図書館
- 赤磐市立吉井中学校
- 赤磐市立城南小学校
- 岡山県立備作高等学校（廃線後の2007年に岡山県立和気閑谷高等学校に統合）
- 蓮現寺

## 廃止後
鉄道路線廃止後、道路の拡張工事が行われたため、駅舎と線路が撤去された。現在は道路の一部となっている。現在も貨物ホームおよび貨物上屋が材木店の一部として残っている。

## 隣の駅
同和鉱業
片上鉄道線
備前福田駅 - 周匝駅 - 美作飯岡駅